# Comté de Red River
Le comté de Red River, en anglais : Red River County, est un comté situé dans le nord-est de l'État du Texas aux États-Unis, sur la rive de la rivière Rouge du Sud. Créé le 11 novembre 1835, le siège du comté est la ville de Clarksville. Selon le recensement de 2020, sa population est de 11 587 habitants. Le comté a une superficie de 2 736,72 km2, dont 2 684,72 km2 en surfaces terrestres.

## Organisation du comté
Le 11 novembre 1835, la ville de Red River est créée par le gouvernement provisoire du Texas. Le 17 mars 1836, Red River devient un comté de la république du Texas. Les frontières spécifiques ne sont pas décrites avant le 18 décembre 1837. Le 29 décembre 1845, le comté de Red River devient un comté de l’État du Texas, nouvellement créé.

## Géographie

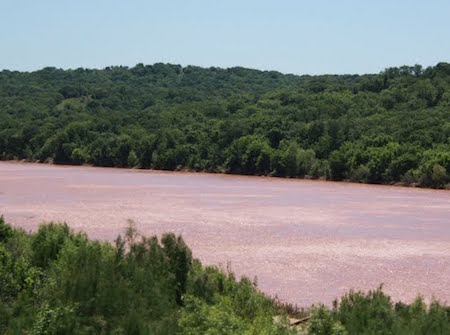
La rivière Rouge du Sud au Texas.

Le comté est situé au nord-est du Texas, à la frontière de l'Oklahoma, en bordure de la rivière Rouge du Sud, aux États-Unis,.
Il est baptisé en référence à celle-ci, appelée en anglais : Red River, qui délimite au nord, la frontière avec l'Oklahoma. Au sud, le comté est bordé par la rivière Sulphur (en), qui le sépare des comtés de Franklin, Titus et Morris.
Son altitude est comprise entre 91 m et 152 m.
Il a une superficie totale de 2 736,72 km2, composée de 2 684,72 km2 de terres et de 52,2 km2 de zones aquatiques.

## Comtés adjacents
| Comté de Choctaw Oklahoma         | Comté de McCurtain Oklahoma |                 |
| Comté de Lamar                    | comté de Red River          | Comté de Bowie  |
| Comté de Franklin, Comté de Delta | Comté de Titus              | Comté de Morris |

## Démographie
Lors du recensement de 2010, le comté comptait une population de 12 860 habitants. Elle est estimée, en 2017, à 12 229 habitants,.

Pyramide des âges du comté de Red River (2000).